# Opstandingskerk (Terneuzen)
De Opstandingskerk is een voormalig protestants kerkgebouw in de Zeeuwse stad Terneuzen, gelegen aan Bellamystraat 74.
De Opstandingskerk werd gebouwd in 1972, waar zowel hervormden, gereformeerden als ook katholieken (tot 1997) in hebben gekerkt. Het betrof een bakstenen gebouw met, naast een kerkzaal, diverse andere ruimten. Het was laagbouw voorzien van een plat dak, maar de kerkzaal was iets hoger. Voor het gebouw bevond zich een losstaande open klokkenstoel van metaal. De kerk beschikte over een klein orgel, in 1982 gefabriceerd door A. Nijsse & Zn.
In 2017 werd de laatste dienst in deze kerk gehouden, en daarna werd de kerk verkocht om vervolgens te worden gesloopt. De protestanten kerkten voortaan in de Goede Herderkerk.